# Rudrapur (Uttarakhand)
Rudrapur (o Rudarpur) è una suddivisione dell'India, classificata come municipal board, di 88.720 abitanti, capoluogo del distretto di Udham Singh Nagar, nello stato federato dell'Uttarakhand. In base al numero di abitanti la città rientra nella classe II (da 50.000 a 99.999 persone).

## Geografia fisica
La città è situata a 30° 26' 46 N e 77° 51' 13 E e ha un'altitudine di 580 m s.l.m..

## Società

### Evoluzione demografica
Al censimento del 2001 la popolazione di Rudrapur assommava a 88.720 persone, delle quali 47.277 maschi e 41.443 femmine. I bambini di età inferiore o uguale ai sei anni assommavano a 14.427, dei quali 7.652 maschi e 6.775 femmine. Infine, coloro che erano in grado di saper almeno leggere e scrivere erano 48.518, dei quali 29.097 maschi e 19.421 femmine.